# Шлюмбергера
Шлумбергера (Schlumbergera, Lemaire (1858), синоніми: епіфілюм — лат. Epiphyllum, Pfeiffer (1837); зигокактус — Zygocactus, Schumann (1890); епіфілантус — Epiphyllanthus, Berger (1905); різдвяник — народна назва) — рід епіфітних кактусів, поширений в тропічному поясі Південної Америки.

## Систематика
У роді 9 видів. З них найвідоміші кімнатні рослини Schlumbergera bridgesii та Schlumbergera truncata, від яких отримано багато садових гібридів з різним забарвленням квітів.
Види
- Schlumbergera gaertneri (Regel) Britton & Rose
- Schlumbergera kautskyi (Horobin & McMillan) N.P.Taylor
- Schlumbergera lutea Calvente & Zappi
- Schlumbergera microsphaerica (K.Schum.) Hoevel
- Schlumbergera opuntioides (Loefgr. & Dusén) D.R.Hunt
- Schlumbergera orssichiana Barthlott & McMillan
- Schlumbergera rosea
- Schlumbergera russelliana (Hook.) Britton & Rose
- Schlumbergera truncata (Haw.) Moran

Гібриди
- Schlumbergera × buckleyi (T.Moore) Tjaden = S. russelliana × S. truncata;
- Schlumbergera × eprica Süpplie = S. orssichiana × S. russelliana
- Schlumbergera × exotica Barthlott & Rauh = S. truncata × S. opuntioides;
- Schlumbergera × reginae McMillan = S. truncata × S. orssichiana;
- Schlumbergera × graeseri (Barthlott ex D.R.Hunt) D.R.Hunt = S. gaertneri × S. rosea.

## Розповсюдження
Ареал — гірські ліси Східної Бразилії (штат Ріо-де-Жанейро).
В природних умовах шлумбергера росте на стовбурах та корінні тропічних рослин. Коренева система рослини дуже слабка.
У Європі рослина з'явилася на початку XIX століття.

## Біологічний опис

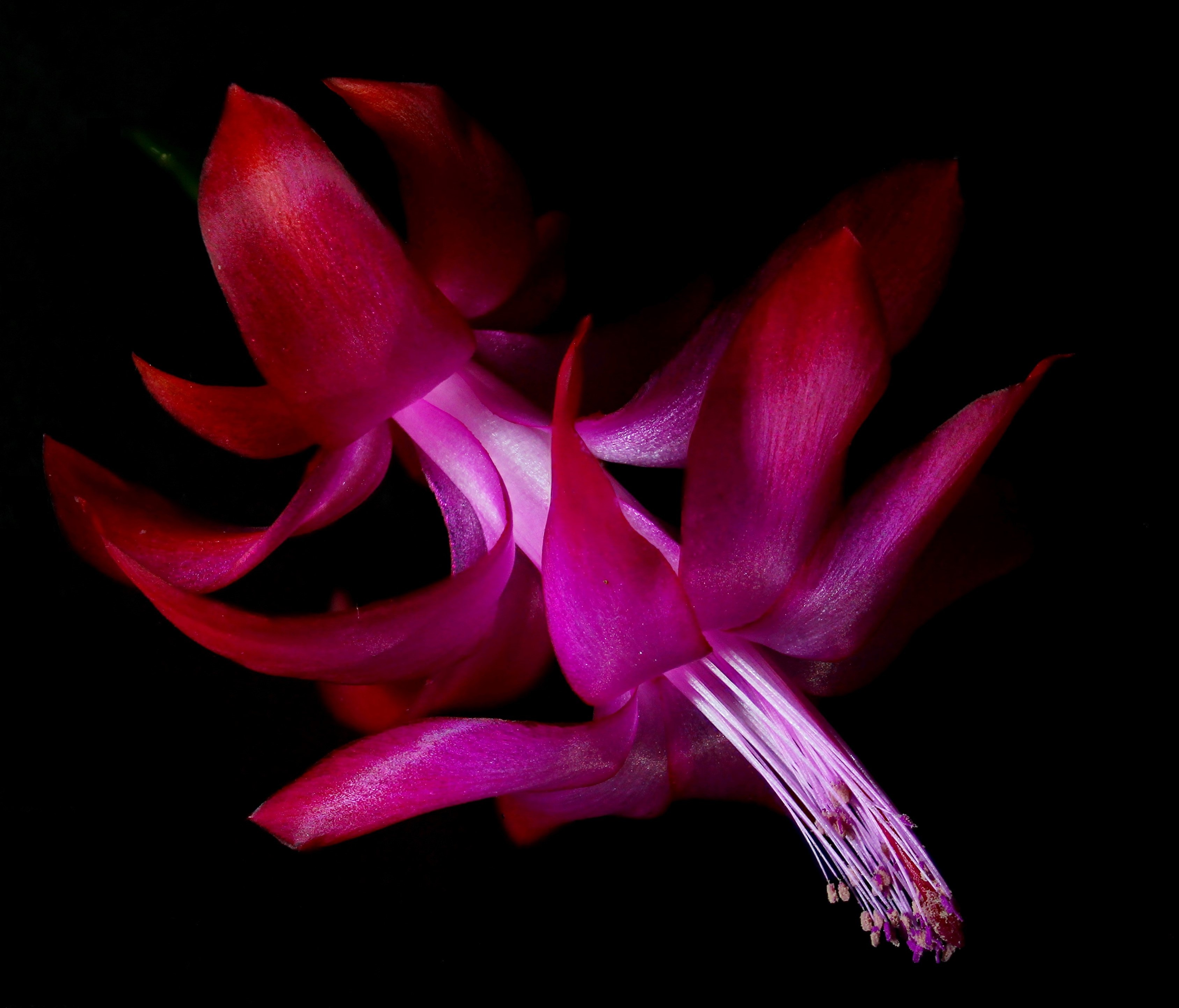
Квітка шлюмбергери

Цвіте шлумбергера красивими, схожими на ліхтарики квітками: червоними, жовтими, бузковими, білими, рожевими. Вони розпускаються на кінчиках усіх стебел (довжина яких 20-40 см), що нагадують ланцюг із яскравих довгастих пелюсток (розміром 2-5 см), сполучених між собою. Квітки зигоморфні. Маленькі вирости-бутончики розміщуються на кінчиках листків, вони і натякають на належність різдвяника до родини кактусів. Майже на кожному подовженому листку рослини також є повітряні корінчики, які при контакті з ґрунтом відразу вкорінюються. У такий спосіб рослина ніби повільно переходить з одного місця на інше.

## Походження назви

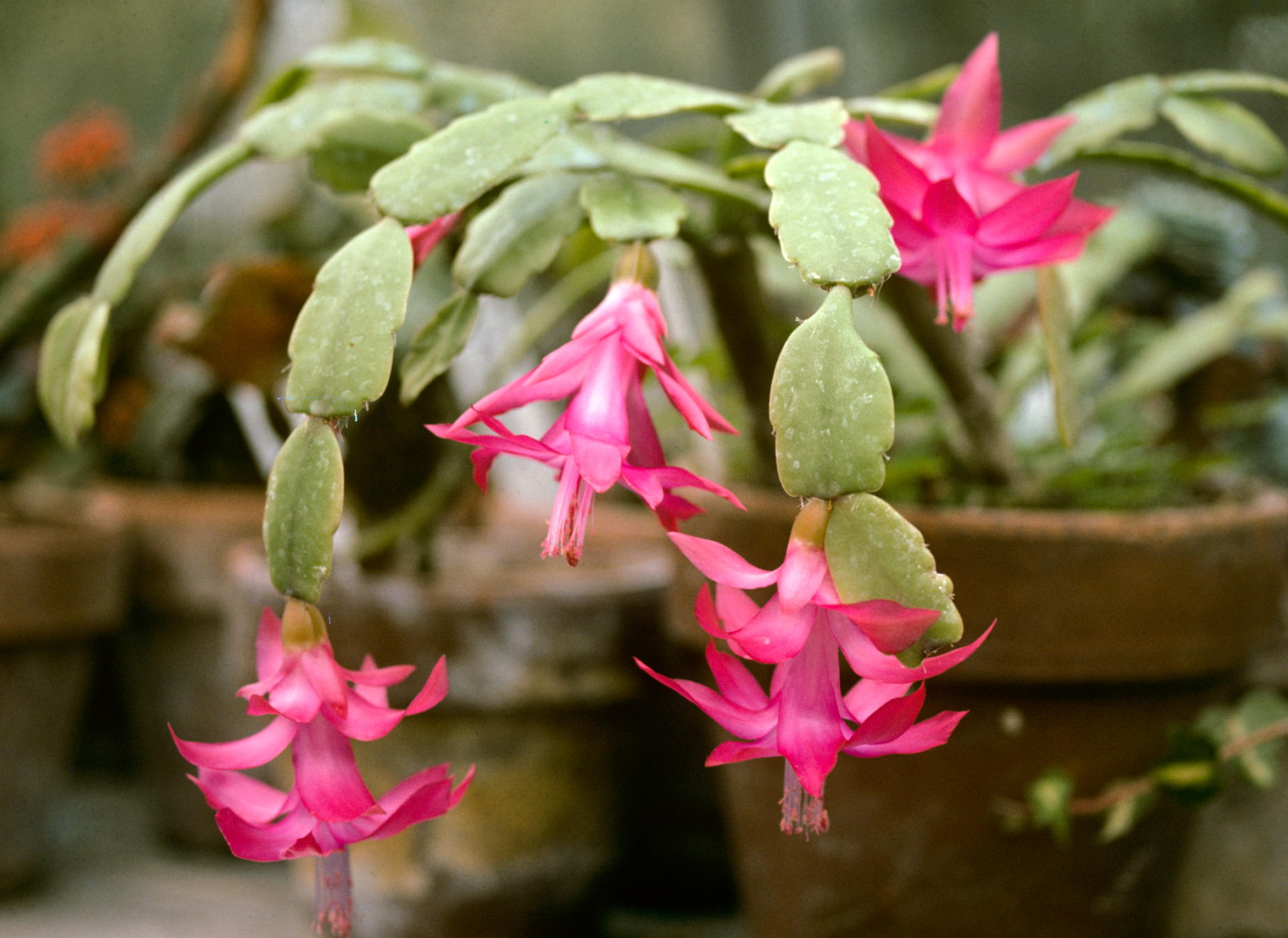
Зигокактус, він же різдвяник

Свою назву Zygocactus рослина отримала завдяки формі листків — від грец. ζυγόν («ярмо», «коромисло»).